# Copa Claro 2012
La Copa Claro 2012 è stato un torneo di tennis giocato sulla terra rossa nella categoria ATP World Tour 250 series nell'ambito dell'ATP World Tour 2012. È stata la 73ª edizione del torneo precedentemente conosciuto come Copa Telmex. Si è giocato a Buenos Aires in Argentina, dal 20 al 26 febbraio 2012.

## Partecipanti

### Teste di serie
| Nazionalita | Giocatore          | Ranking* | Testa di serie |
| ----------- | ------------------ | -------- | -------------- |
| Spagna      | David Ferrer       | 5        | 1              |
| Spagna      | Nicolás Almagro    | 11       | 2              |
| Francia     | Gilles Simon       | 12       | 3              |
| Giappone    | Kei Nishikori      | 18       | 4              |
| Argentina   | Juan Mónaco        | 22       | 5              |
| Svizzera    | Stan Wawrinka      | 26       | 6              |
| Spagna      | Fernando Verdasco  | 27       | 7              |
| Argentina   | Juan Ignacio Chela | 28       | 8              |

* Ranking al 13 febbraio 2012.

### Altri partecipanti
I seguenti giocatori hanno ricevuto una wild-card per il tabellone principale:
- Facundo Bagnis
- Fernando González
- Horacio Zeballos

I seguenti giocatori sono entrati nel tabellone principale passando dalle qualificazioni:

- Andrés Molteni
- Igor' Andreev
- Javier Martí
- Federico Delbonis

## Punti e montepremi
Il montepremi complessivo è di 484.100 $.
| Torneo    | Torneo              | V      | F      | SF     | QF     | 2T    | 1T    | Q  | Q3  | Q2  | Q1 |
| Singolare | Punti               | 250    | 150    | 90     | 45     | 20    | 0     | 12 | 6   | 0   | 0  |
| Singolare | Premi in denaro ($) | 82.900 | 43.665 | 23.650 | 13.475 | 7.945 | 4.705 | –  | 800 | 380 | 0  |
| Doppio    | Punti               | 250    | 150    | 90     | 45     | 0     | –     | –  | –   | –   | –  |
| Doppio    | Premi in denaro ($) | 26.550 | 13.960 | 7.560  | 4.330  | 2.530 | –     | –  | –   | –   | –  |

## Campioni

### Singolare
David Ferrer ha sconfitto in finale  Nicolás Almagro per 4-6, 6-3, 6-2.
- È il tredicesimo titolo in carriera per Ferrer, il secondo del 2012.

### Doppio
David Marrero /  Fernando Verdasco hanno sconfitto in finale  Michal Mertiňák /  André Sá per 6-4, 6-4.